# 강동화암 주상절리
강동화암 주상절리(江東花岩 柱狀節理)는 울산광역시 북구 산하동 일원에 분포하는 주상절리이며 지질유산이다. 2003년 4월 24일 울산광역시의 기념물 제42호로 지정되었다.

## 지질
강동화암 주상절리는 지질학적으로 정자 분지의 화산암인 당사리 안산암으로 구성된다. 주상절리는 분출화산암에서 나타나는 일반적인 현상이다. 주로 현무암질 용암류에서 나타나는 기둥모양의 수직 주상절리로 용암이 화구로부터 흘러나와 급격히 식으면서 발생하는 수축작용의 결과로 형성된다. 주상절리는 수직으로 발달한 절리들에 의해 다각형(삼각형내지 육각형)의 단면을 갖는 기둥모양들이 서로 연결된 형태이다.
강동 화암 주상절리는 신생대 제3기, 약 2천만년 전의 화산활동에 의해 형성된 주상절리이다. 그러나 일반적인 주상절리와는 달리 다양한 형태와 방향으로 발달하고 있다. 대부분의 주상절리들이 수직으로 발달하는 반면, 강동 화암 주상절리는 절리면이 지표면에 수평, 수직, 경사진 형태 등 다양한 방향으로 발달되어 있다. 특히 지표면과 평행하거나 비스듬하게 경사진 수평 주상절리의 발달이 우세하다. 주상절리에서 관찰되는 단면 모양은 사각형에서부터 칠각형까지 다양한 형태를 보인다. 이 중 육각형의 형태가 가장 많고, 그 다음으로는 오각형이 우세하다. 강동 화암 주상절리의 횡단면이 꽃무늬 모양을 하고 있는데, 이 마을의 이름인 화암(花岩)은 여기에서 유래하였을 것으로 짐작된다.
강동 화암 주상절리의 단면 직경은 10~70 cm 까지 다양하며 평균 약 30~50 cm 크기이다. 이 중 수평 주상절리의 단면 직경이 수직 주상절리보다 더 큰 단면 직경을 갖고 있다. 기존 연구에 의하면 주상절리의 직경은 냉각률에 의해 많은 영향을 받는 것으로 알려져 있는데, 일반적으로 넓은 직경의 주상절리는 느린 냉각에 의해 형성되고 작고 좁은 직경을 갖는 주상절리는 상대적으로 빠른 냉각에 의해 형성되는 것으로 해석된다. 따라서 강동 화암 주상절리의 경우, 지표면과 평행한 주상절리들이 수직인 주상절리보다 상대적으로 느린 냉각에 의해 형성되었음을 알 수 있다.

## 찾아가는 길
강동몽돌해수욕장과 신명해수욕장 가운데에 있으며 화암길 도로변(도로명주소: 울산 북구 화암길 34 또는 37, 지번: 울산 북구 산하동 952-1)에 위치해 접근성이 좋다. 일대에는 펜션, 카페, 음식점 등 편의시설이 있다. 

## 사진
강동화암 주상절리

## 같이 보기
- 울산광역시의 지질
- 정자 분지
- 경주 양남 주상절리군

## 참고 문헌
- 이 문서에는 다음커뮤니케이션(현 카카오)에서 GFDL 또는 CC-SA 라이선스로 배포한 글로벌 세계대백과사전의 "《강동 화암 주상절리》" 항목을 기초로 작성된 글이 포함되어 있습니다.

## 참고 자료
- 강동화암 주상절리 - 국가유산청 국가유산포털